# Vemundviks kommun
Vemundviks kommun (norska: Vemundvik kommune) var en kommun i Nord-Trøndelag fylke i Norge. Kommunen omfattade ett område i den östra delen av nuvarande Namsos kommun. Byn Vemundvik utgjorde kommunens ursprungliga centralort, därefter blev det sedan 1941 staden Namsos istället,  även om denna inte ingick i kommunen.

## Administrativ historik
Vemundviks kommun upprättades den 1 januari 1838 (som Vemundvik formannskapsdistrikt) när Formannskapslovene från 1837 trädde i kraft. 
1846 bröts stadskommunen Namsos ut ur kommunen som då minskade från 1 499 invånare före delningen till 908 invånare efter.
Den 1 januari 1891 bröts Klinga kommun ut ur kommunen som då minskade från 2 475 invånare före delningen till 1 088 invånare efter.
Mellan 1882 och 1957 genomfördes ett antal gränsregleringar där olika områden successivt fördes över från Vemundviks kommun till den angränsande stadskommunen Namsos:
- 1 januari 1882: bebott område (109 invånare)
- 1 juli 1921: bebott område (927 invånare)
- 1 juli 1957: bebott område (6 invånare)

Den 1 januari 1964 gick Vemundviks kommun, tillsammans med Klinga kommun och delar av kommunerna Otterøy och Fosnes, upp i Namsos kommun. Kommunens hade då 2 040 invånare.